# Zöllner-illusie

Zöllner-illusie, de parallelle lijnen lijken niet parallel

De Zöllner-illusie is een optische illusie die werd ontdekt door de Duitse astrofysicus Johann Karl Friedrich Zöllner. Deze stuurde in 1860 een brief met zijn vondst naar de fysicus Johann Christian Poggendorff, redacteur van Annalen der Physik und Chemie. Poggendorff ontdekte daarna de naar hem genoemde illusie.
In de figuur zijn de lange lijnen parallel getekend, maar dat lijkt niet zo door de korte lijntjes.
De Zöllner-illusie is verwant aan de illusies van Hering, Wundt en Orbison. In  alle deze gevallen gaat het om een verandering in de perceptie van rechte lijnen ten gevolge van een lijnpatroon op de achtergrond.